# Visual Technology Visual 1050
Visual Technology Visual 1050 (Visual 1050) је био професионални рачунар фирме Visual Technology који је почео да се производи у Сједињеним Америчким Државама од 1984. године.
Користио је Z80-A као микропроцесор. RAM меморија рачунара је имала капацитет од 128KB. 
Као оперативни систем кориштен је Digital Research (DR) CP/M Plus (CP/M, Version 3).

## Детаљни подаци
Детаљнији подаци о рачунару Visual 1050 су дати у табели испод.
|                       | |
| [ 1 ]                 | |
| Произвођач            | |
| Тип                   | професионални рачунар                                                                                            |
| Меморија              | 128KB |
| Поријекло             | Сједињене Америчке Државе                                                                                        |
| Година                | 1984 |
| Тастатура             | Keytronic пуни помак 93 тастера са нумпадом + 17 функцијских тастера                                             |
| Процесор              | |
| Фреквенција процесора | 4 |
| RAM                   | 128KB |
| ROM                   | 8 KB |
| Текст                 | 80 знакова x 25 линија                                                                                           |
| Графика               | 640 x 300 тачака                                                                                                 |
| Боја                  | једна боја |
| Звук                  | нема звука |
| Димензије             | централни процесор - 5 (висина) x 17 (ширина) x 17 (дубина) инча / централни процесор 15 фунти, монитор 10 фунти |
| Портови               | |
| Оперативни систем     | |